# Gymnopilus terricola
Gymnopilus terricola là một loài nấm thuộc họ Cortinariaceae.